# Mecosaspis violacea
Mecosaspis violacea är en skalbaggsart som beskrevs av Thomson 1864. Mecosaspis violacea ingår i släktet Mecosaspis och familjen långhorningar. Inga underarter finns listade i Catalogue of Life.